# Egalitär
Egalitär är något som är inriktat på jämlikhet.
Ordet kommer ur det franska ordet egalité, som betyder jämlikhet, likhet eller jämställdhet.